# Parafia św. Józefa w Muninie
Parafia św. Józefa w Muninie − parafia rzymskokatolicka znajdująca się w archidiecezji przemyskiej, w dekanacie Jarosław II.

## Historia
7 kwietnia 1607 roku Anna Ostrogska przekazała Muninę jako uposażenie dla jarosławskich Jezuitów. Od 1635 roku wieś była przekazywana rodom magnackim. W 1881 roku w Muninie było 860 rzymsko-katolików, 290 grekokatolików i 19 żydów. W 1906 roku założono cmentarz gromadzki.
W latach 1907–1910 na cmentarzu w Muninie z fundacji mieszkańców Muniny i hrabiny Zofii Sienieńskiej, została zbudowana kaplica cmentarna. W 1910 roku staraniem Grzegorza i Agnieszki Jasiewiczów, przybyły siostry Służebniczki Starowiejskie NMP Niepokalanie Poczętej, które prowadziły ochronkę.
1 sierpnia 1945 roku dekretem bpa Franciszka Bardy została utworzona expozytura z wydzielonego terytorium parafii Jarosław-Kolegiata, której expozytami byli: ks. Ludwik Wawrzyszko, ks. Marcin Myszak i ks. Adam Ablewicz. W latach 1945–1946 kaplica cmentarna została powiększona i przekształcona na kościół parafialny. W 1946 roku zbudowano plebanię.
19 lutego 1948 roku expozytura została podniesiona do godności parafii. Gdy kościół okazał się za mały dla potrzeb duszpasterskich, 1958 roku podjęto decyzję o budowie nowego kościoła, ale władze komunistyczne nie wydały pozwolenia. 
W 2002 roku rozpoczęto budowę nowego kościoła, według projektu arch. inż. Stanisława Babinetza, a 19 listopada 2003 roku wmurowano kamień węgielny. 31 października 2010 roku odbyła się konsekracja kościoła, której dokonał abp Józef Michalik.
Na terenie parafii jest 1 630 wiernych.
Proboszczowie parafii:
1948–1964. ks. Adam Ablewicz (administrator).
1964–1967. ks. Adam Sudoł (administrator).
1967–1993. ks. Stanisław Sondej.
1993–2001. ks. Ryszard Ośmak.
2001–2006. ks. Jan Woźniak.
2006– nadal ks. Janusz Trojnar.